# Gianni Moscon
Gianni Moscon   (Trento, 20 d'abril de 1994) és un ciclista italià, professional des del 2016 i actualment a l'equip Red Bull-Bora-Hansgrohe. Del seu palmarès destaca l'Arctic Race of Norway del 2016, el Tour de Guangxi de 2018 i el Campionat nacional en contrarellotge de 2017 i 2018.

## Palmarès
- 2014
  - 1r al Piccolo Giro de Llombardia
- 2015
  -  Campió d'Itàlia sub-23 en ruta
  - 1r al Gran Premi San Giuseppe
  - 1r al Gran Premi Palio del Recioto
  - 1r al Trofeu Ciutat de San Vendemiano
  - 1r a la Coppa Varignana
  - 1r al Trofeu Almar
- 2016
  - 1r a l'Arctic Race of Norway
- 2017
  -  Campió d'Itàlia en contrarellotge
- 2018
  -  Campió d'Itàlia en contrarellotge
  - 1r a la Coppa Agostoni
  - 1r al Giro de la Toscana
  - 1r al Tour de Guangxi i vencedor d'una etapa
- 2021
  - 1r al Gran Premi de Lugano
  - Vencedor de 2 etapes al Tour dels Alps

### Resultats a la Volta a Espanya
- 2017. 27è de la classificació general

### Resultats al Tour de França
- 2018. Exclòs (15a etapa)
- 2019. 84è de la classificació general
- 2022. Abandona (8a etapa)
- 2023. 135è de la classificació general

### Resultats al Giro d'Itàlia
- 2021. 24è de la classificació general
- 2023. 107è de la classificació general